# Cobra Kai
Cobra Kai Es una serie de televisión estadounidense de comedia dramática de artes marciales y una secuela de las películas originales de The Karate Kid creadas por Robert Mark Kamen.
La serie fue creada por Josh Heald, Jon Hurwitz y Hayden Schlossberg, y es distribuida por Sony Pictures Television. Se estrenó en YouTube Red/YouTube Premium durante las dos primeras temporadas, antes de mudarse a Netflix a partir de la tercera. Está protagonizada por Ralph Macchio y William Zabka, quienes repiten sus papeles como Daniel LaRusso y Johnny Lawrence, respectivamente, de la película de 1984 The Karate Kid y sus secuelas, The Karate Kid Part II (1986) y The Karate Kid Part III (1989). La serie también está protagonizada por Courtney Henggeler, Xolo Maridueña, Tanner Buchanan, Mary Mouser, Jacob Bertrand, Gianni DeCenzo, Peyton List, Vanessa Rubio y Dallas Dupree Young, con Martin Kove y Thomas Ian Griffith también retomando sus papeles de las películas. La serie tiene lugar entre 2018 y 2020.
La primera y la segunda temporada se lanzaron en YouTube Red/Premium en mayo de 2018 y abril de 2019. Netflix adquirió la serie en junio de 2020, después de que YouTube decidiera dejar de producir programación original con guion. Las temporadas tercera, cuarta y quinta se lanzaron en enero de 2021, diciembre de 2021 y septiembre de 2022, respectivamente. En enero de 2023, la serie se renovó para una sexta y última temporada, aunque la producción se detuvo el 2 de mayo debido a la huelga en curso del Sindicato de Guionistas de Estados Unidos, y se reanudó después del 1 de enero de 2024. La temporada 6 tiene 15 episodios y se estrenó en tres partes: La parte 1, el 18 de julio de 2024; La parte 2, el 15 de noviembre de 2024 (aunque originalmente se había anunciado para el 28 de noviembre); y la parte 3, el 13 de febrero de 2025.
La serie Cobra Kai vuelve a examinar la narrativa del «Miyagiverso» desde el punto de vista de Johnny, comenzando con su decisión de reabrir el Dōjō de karate Cobra Kai y el resurgimiento de su antigua rivalidad con Daniel.
Cobra Kai ha logrado una gran audiencia tanto en YouTube como en Netflix, y ha recibido elogios de la crítica por su escritura, actuaciones, secuencias de acción, humor, desarrollo de personajes y fidelidad a las películas anteriores. Ha recibido numerosos premios y nominaciones, y la tercera temporada fue nominada a Mejor serie de comedia en la 73.ª edición de los Premios Primetime Emmy.

## Argumento

### Primera temporada
33 años después de ser derrotado por Daniel LaRusso en el Torneo de Karate All-Valley de 1984, Johnny Lawrence, ahora en sus 50 años, sufre de alcoholismo y depresión. Trabaja como personal de mantenimiento a tiempo parcial y vive en un apartamento en Reseda, Los Ángeles, habiendo estado lejos del estilo de vida rico en Encino, al que se había estado acostumbrado al crecer. Tiene un hijo llamado Robby, de una relación anterior, de quien está alejado. Por el contrario, Daniel ahora es dueño de una exitosa cadena de concesionarios de automóviles y está casado con la copropietaria Amanda, con quien tiene dos hijos: Samantha y Anthony. Daniel finalmente está viviendo el estilo de vida rico que envidiaba cuando era niño, cuando él y su madre Lucille vivían en Reseda. Sin embargo, después de que su amigo y mentor, el Señor Miyagi, murió, la lucha de Daniel por conectarse significativamente con sus hijos ha alterado el equilibrio de su vida.
Después de usar karate para defender a su vecino adolescente, Miguel Diaz, de un grupo de matones, Johnny acepta enseñarle karate a Miguel y vuelve a abrir el Dōjōde karate Cobra Kai, como una oportunidad para recuperar su pasado. El revivido Cobra Kai atrae a un grupo de marginados sociales acosados, que encuentran camaradería y confianza en sí mismos bajo su tutela y el aprendizaje de karate. Johnny desarrolla un vínculo con Miguel de una manera que se asemeja a la relación entre Daniel y el Sr. Miyagi, mientras que Miguel sale con Samantha. La filosofía de Cobra Kai, sin embargo, permanece prácticamente sin cambios, aunque Johnny intenta infundirle más honor que Kreese. Por otro lado, la reapertura de Cobra Kai revive la rivalidad de Johnny con Daniel, quien promete derribar el Dōjō. Daniel comienza a entrenar a Robby bajo los métodos de Miyagi-Do, mientras Robby comienza una rivalidad con Miguel. Las rivalidades culminan en el Torneo de Karate All-Valley 2018, el cual Miguel logra ganar mediante tácticas solapadas, lo que hace que Johnny se dé cuenta de los defectos del Dōjō.

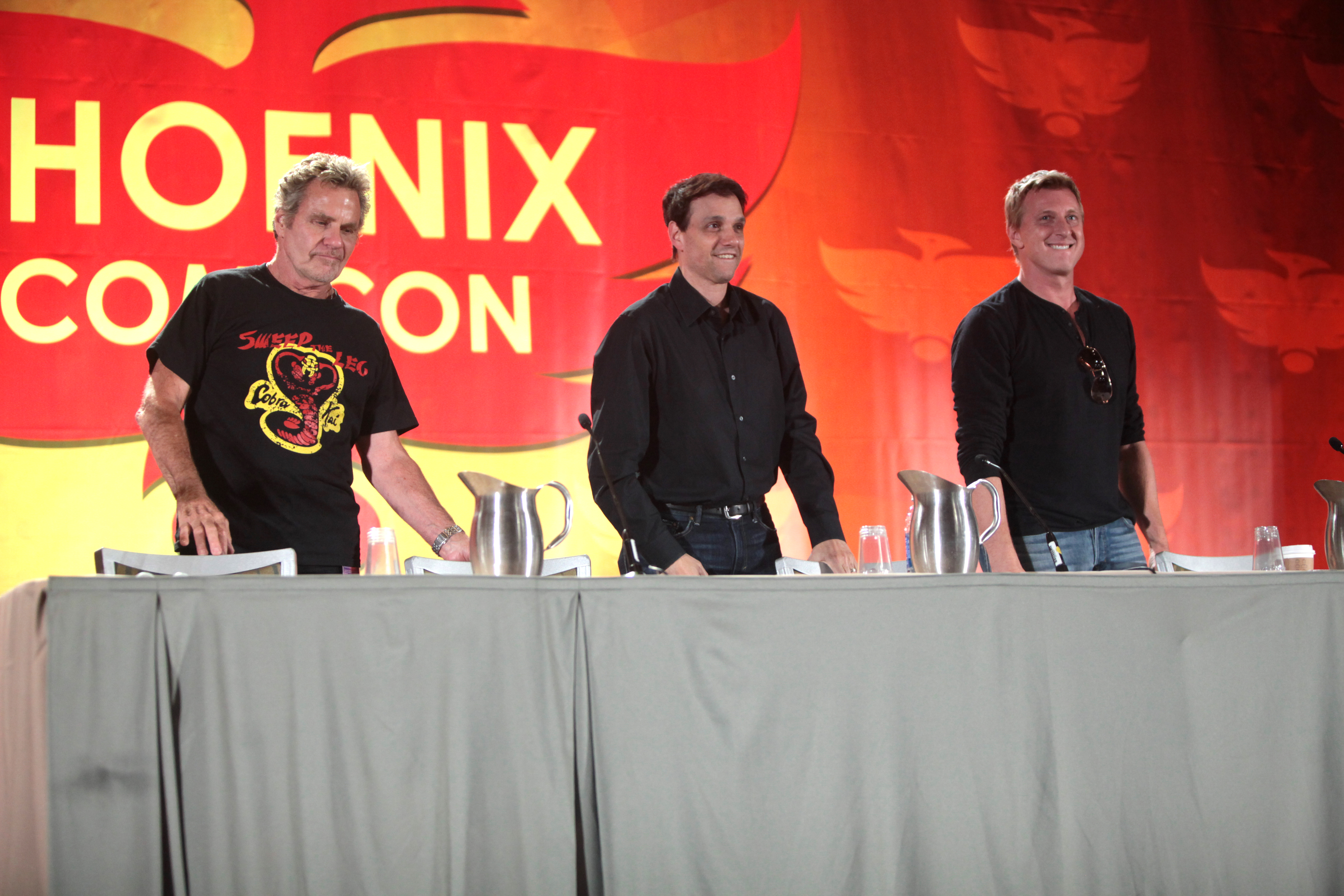
Martin Kove, Ralph Macchio y William Zabka.

### Segunda temporada
El fundador de Cobra Kai y antiguo sensei de Johnny, John Kreese, reaparece inesperadamente, y Johnny, de mala gana, le permite volver a unirse a Cobra Kai. Mientras tanto, Daniel abre su propio Dōjō, Miyagi-Do, con Robby y Sam, quienes han comenzado a salir, como sus primeros alumnos en respuesta al éxito de Cobra Kai. Se forma una rivalidad masiva entre los dos Dōjōs, particularmente entre Sam y la nueva estudiante de Cobra Kai, Tory Nichols, la última de las cuales comienza una relación con Miguel. Ante las narices de Johnny, Kreese comienza a manipular a los estudiantes de Cobra Kai, para enseñarles a no mostrar piedad, método el cual Tory y Eli «Hawk» Moskowitz abrazan. Después de presenciar a Miguel y Sam besándose en una fiesta, Tory instiga una pelea en el instituto entre los Dōjōs, que culmina cuando Robby accidentalmente patea a Miguel desde el balcón de la escuela hacia las escaleras de abajo, lastimándole gravemente la columna y provocando que caiga en coma. Posteriormente, Amanda convence a Daniel para que cierre Miyagi-Do, ya que la rivalidad se ha salido de control, mientras que Kreese toma el control del Dōjō Cobra Kai.

### Tercera temporada
Después de la pelea en el instituto, Johnny recae y se vuelve al alcoholismo, debido a que está deprimido por la discapacidad de Miguel, mientras que el negocio de Daniel comienza a tener problemas debido a la afiliación de Robby con Miyagi-Do. Después de conseguir una pista sobre Robby, que ha desaparecido, los dos trabajan juntos temporalmente en un esfuerzo por encontrarlo, antes de finalmente darse por vencidos. Robby es encontrado y puesto en un centro de detención juvenil, enojándose tanto con Daniel como con Johnny, y siendo tentado por la oferta de Kreese de unirse a Cobra Kai. Mientras tanto, Miguel despierta del coma y comienza a entrenar con Johnny para intentar volver a caminar. Una vez que Miguel recupera su capacidad para movilizarse, Johnny comienza un nuevo Dōjō llamado Eagle Fang Karate, en un esfuerzo por competir con Cobra Kai, lo que llama la atención de Kreese. Casi al mismo tiempo, Amanda le permite a Daniel reabrir Miyagi-Do, después de que una batalla entre sus antiguos alumnos y Cobra Kai lleva a que Hawk, reacio, le rompa el brazo a Demetri. Inicialmente negándose a trabajar juntos, Johnny y Daniel resuelven sus diferencias después de volver a encontrarse con la exnovia de ambos, Ali Mills, en una fiesta. Al mismo tiempo, los Cobra Kais, bajo el liderazgo de Tory, invaden la casa de los LaRusso, donde Hawk abandona a Cobra Kai para unirse a la alianza, y Cobra Kai es derrotado por Miyagi-Do y Eagle Fang, quienes eligen trabajar juntos. Después de descubrirlo, Daniel y Johnny se enfrentan a Kreese, quien revela que Robby se ha unido a Cobra Kai y les da un ultimátum: el Dōjō que pierda el próximo torneo All-Valley debe cerrar para siempre. Los tres están de acuerdo, y Johnny y Daniel fusionan sus respectivos Dōjōs.
A lo largo de la temporada, hay flashbacks de la época de Kreese en Vietnam, que describen cómo se convirtió en el hombre que es hoy.

### Cuarta temporada
En un esfuerzo por vencer a Johnny y Daniel en el All-Valley, Kreese solicita la ayuda de su mejor amigo y cofundador de Cobra Kai, Terry Silver, un hombre de negocios rico y ex adicto a la cocaína, que dejó el karate después de ayudar a Kreese con sus planes en The Karate Kid Part III. A pesar de que inicialmente se muestra reacio, Silver se ve obligado a unirse a Kreese, pero tiene puntos de vista diferentes sobre cómo ganar el torneo. Aunque su alianza inicialmente funciona muy bien, el regreso de Silver incita a Daniel a intentar tomar el control total de la alianza Miyagi-Fang, lo que enfurece a Johnny, quien está paranoico porque Miguel está siguiendo las enseñanzas de Daniel. Esto culmina en una pelea entre los dos, que deja a los dos Dōjōs divididos una vez más. Durante esto, Tory se reincorpora a la escuela, con la ayuda de una comprensiva Amanda, lo que hace que se reavive su rivalidad con Sam. Además, Robby comienza a entrenar a Kenny Payne, un joven estudiante acosado por Anthony, el hijo de Daniel, en un esfuerzo por ser el mentor que desearía tener, y desarrolla una relación con Tory. En el torneo, que se divide entre chicas y chicos, Robby se enfrenta a Eli y pierde después de tener una crisis de fe, debido al comportamiento cada vez más violento y vengativo de Kenny contra Anthony. Después de la derrota de Robby, Daniel y Johnny liberan los beneficios de las costumbres de este último y optan por recombinar los Dōjōs. Sin embargo, Tory derrota a Sam (ilegalmente, debido a que Silver sobornó al árbitro), lo que hace que Cobra Kai gane el torneo en general. Habiendo escuchado a Johnny llamarlo Robby por error antes, después de que Robby se burlara de él porque Johnny lo usaba como una segunda oportunidad para compensar sus problemas de relación con Robby, Miguel abandona el torneo en un esfuerzo por encontrar a su padre biológico en México. Mientras tanto, Silver, al darse cuenta de que Kreese tiene debilidad por Johnny y después de haber recaído en la locura, incrimina a Kreese por golpear al estudiante de Cobra Kai, Raymond «Stingray» Porter, y toma el control total del Dōjō.

### Quinta temporada
A pesar de haber perdido el All-Valley, Johnny y Daniel continúan sus esfuerzos para derribar a Cobra Kai, que ahora contiene los recursos y el respaldo de Silver. Para hacer esto, Daniel llama a su ex rival Chozen Toguchi, para que lo ayude y lo envía de incógnito. Sin embargo, Silver comienza a manipular a Daniel y a arruinar su vida, incluso haciendo que Amanda lo deje temporalmente. Silver trae senseis extranjeros al Dōjō, incluida la sensei Kim Da-Eun, la nieta de Kim Sun-Yung (antiguo sensei de Kreese y Silver), para ayudarlo en sus planes. Tory, todavía leal a Kreese ahora encarcelado, trabaja encubierta en Cobra Kai, ya que es la única persona que sabe que Silver sobornó al árbitro. Después de regresar de México, Sam rompe con Miguel, pero éste resuelve su rivalidad con Robby después de que Johnny los obliga a pelear, cuando se entera de que Carmen está embarazada. Después de que Amanda descubre por parte de su prima, Jessica Andrews, la verdadera depravación de Silver, Johnny y Chozen convencen a un desilusionado Daniel a reavivar su pasión por el karate. Los Dōjōs continúan trabajando juntos y, al manipular a Kreese, descubren el plan maestro de Silver para alistar a Cobra Kai en el torneo Sekai Taikai, el torneo de karate más respetado del mundo. En una competencia entre los dos, ambos Dōjōs finalmente logran alistarse. Durante una celebración del embarazo de Carmen, Mike Barnes, el ex secuaz de Silver de 1985, secuestra a Daniel, Johnny y Chozen, ya que Silver incendió su tienda de muebles anteriormente. Inicialmente acusa a Daniel de quemar la tienda, pero cuando Barnes se da cuenta de que fue culpa de Silver, recluta a Johnny y Chozen en un esfuerzo por vengarse de él en su casa, donde los tres se enfrentan a su ejército de senseis. Esto se yuxtapone con los estudiantes de Miyagi-Fang, quienes, junto con una Tory reformada, irrumpen en el Dōjō Cobra Kai para descargar imágenes de Silver golpeando a Stingray, donde se enfrentan a todo el Dōjō Cobra Kai, así como a Kim Da-Eun. Finalmente, suben un video de Silver revelándole a Tory que sobornó al árbitro, lo que provocó que Kenny y el resto de Cobra Kai renunciaran, Silver fuera arrestado y el Dōjō cerrara. Posteriormente, Miguel y Sam, así como Robby y Tory, reavivan su relación. Sin embargo, en la cárcel, Kreese finge su muerte y escapa.

### Sexta temporada
Durante la primera parte, tiene lugar el entrenamiento de Miyagi Do a manos de Johnny y Daniel para ver quienes lucharán en el Sekai Taikai. Daniel descubre una segunda vida de Miyagi más oscura que le intriga y los jóvenes están preocupados por la universidad a la que van a ir. Kreese llega a Corea del Sur para entrenar, junto con Kim Da Eun, a Cobra Kai. El Sekai Taikai sólo admite a 6 peleadores, por lo que tiene lugar un entrenamiento eliminatorio y acaban ganando Miguel, Robby, Demetri, Sam, Tory y Devon; pero, en el último momento, Tory se retira del entrenamiento por la muerte de su madre, y su puesto lo cubre Hawk. El Sekai Taikai se celebra en Barcelona, España; y cuando llegan, descubren que Cobra Kai ya está ahí, con Tory en sus líneas.
Durante la segunda parte, ocurren los primeros enfrentamientos del Sekai Taikai, y Miyagi-Do no tiene el desempeño que se esperaba. Daniel tiene problemas tratando de averiguar el pasado de Miyagi y los peleadores de Miyagi-Do tienen disputas contra el equipo de Cobra Kai y también disputas entre los mismos peleadores de Miyagi-Do. Miguel y Johnny vuelven a Estados Unidos al enterarse de que Carmen presenta problemas en su embarazo, y Johnny le pide a Amanda Larusso que lleve a Kenny a Barcelona, y Kenny resuelve los problemas con Anthony. Terry Silver vuelve a aparecer en el Sekai Taikai, con todos los cargos retirados, después de prometerle al Sensei Wolf salvarlo de la crisis financiera si con su equipo, Iron Dragons, lograban humillar a Cobra Kai y a Miyagi Do en el torneo mundial. En el último día del torneo, ocurre una batalla campal entre todos los Dōjōs, pero ocurre un trágico final, en el que Kwon Jae-Sung (El capitán masculino de Cobra Kai) muere accidentalmente al apuñalarse con un eunjangdo, finalizando con la reacción de impacto de todos los presentes, y cortando la señal de la transmisión televisada.

## Reparto

### Principales
| Actor                                     | Personaje            | Temporadas | Temporadas | Temporadas | Temporadas | Temporadas | Temporadas |
| Actor                                     | Personaje            | 1          | 2          | 3          | 4          | 5          | 6          |
| ----------------------------------------- | -------------------- | ---------- | ---------- | ---------- | ---------- | ---------- | ---------- |
| William Zabka                             | Johnny Lawrence      | Principal  | Principal  | Principal  | Principal  | Principal  | Principal  |
| Ralph Macchio                             | Daniel LaRusso       | Principal  | Principal  | Principal  | Principal  | Principal  | Principal  |
| Courtney Henggeler                        | Amanda LaRusso       | Principal  | Principal  | Principal  | Principal  | Principal  | Principal  |
| Xolo Maridueña                            | Miguel Díaz          | Principal  | Principal  | Principal  | Principal  | Principal  | Principal  |
| Tanner Buchanan                           | Robby Keene          | Principal  | Principal  | Principal  | Principal  | Principal  | Principal  |
| Mary Mouser                               | Samantha LaRusso     | Principal  | Principal  | Principal  | Principal  | Principal  | Principal  |
| Jacob Bertrand                            | Eli Moskowitz «Hawk» | Recurrente | Principal  | Principal  | Principal  | Principal  | Principal  |
| Gianni Decenzo                            | Demetri Alexopoulos  | Recurrente | Principal  | Principal  | Principal  | Recurrente | Principal  |
| Martin Kove / Barrett Carnahan (joven)    | John Kreese          | Invitado   | Principal  | Principal  | Principal  | Principal  | Principal  |
| Peyton List                               | Tory Nichols         |            | Recurrente | Principal  | Principal  | Principal  | Principal  |
| Vanessa Rubio                             | Carmen Díaz          | Recurrente | Recurrente | Recurrente | Principal  | Principal  | Principal  |
| Thomas Ian Griffith / Nick Marini (joven) | Terry Silver         |            |            |            | Principal  | Principal  | Principal  |
| Yuji Okumoto / Shigi Ohtsu (joven)        | Chozen Toguchi       |            |            | Invitado   | Invitado   | Principal  | Principal  |
| Dallas Dupree Young                       | Kenny Payne          |            |            |            | Recurrente | Principal  | Principal  |

### Recurrentes
- Joe Seo como Kyler Park (temporadas 1, 3-5; invitado temporada 6)
- Bo Mitchell como Brucks (temporada 1; invitado temporadas 3, 6)
- Annalisa Cochrane como Yasmine (temporadas 1, 3; invitada temporadas 4-6)
- Hannah Kepple como Moon Taylor (temporadas 1-4; invitada temporadas 5-6)
- Bret Ernst como Louie LaRusso Jr. (temporadas 1, 3; invitado temporadas 4-6)
- Dan Ahdoot como Anoush Norouzi (temporadas 1-2; invitado temporadas 3-6)
- Kwajalyn Brown como Sheila (temporada 1; invitada temporadas 4, 6)
- Susan Gallagher como Lynn (temporada 1; invitada temporadas 2-4)
- Griffin Santopietro como Anthony LaRusso (temporadas 1, 4-6; invitado temporadas 2-3)
- Nichole Brown como Aisha Robinson (temporadas 1-2; invitada temporada 4)
- Rose Bianco como Rosa Díaz (temporadas 1, 4, 6; invitada temporadas 2-3, 5)
- Terayle Hill como Trey (temporada 1; invitado temporadas 2-3)
- Jeff Kaplan como Cruz (temporada 1; invitado temporadas 2-3)
- Owen Morgan como Bert (temporadas 2-6; invitado temporada 1)
- Paul Walter Hauser como Raymond Porter «Stingray» (temporadas 2, 5; invitado temporadas 4, 6)
- Aedin Mincks como Mitch (temporadas 2-6)
- Khalil Everage como Chris (temporadas 2-6)
- Nathaniel Oh como Nathaniel (temporadas 2-6)
- Okea Eme-Akwari como Shawn Payne (temporada 3; invitado temporadas 4, 6)
- Selah Austria como Piper Elswith (temporada 4; invitada temporada 2)
- Milena Rivero como Lia Cabrera (temporada 4)
- Brock Duncan como Zach Thompson (temporada 4)
- Oona O’Brien como Devon Lee (temporadas 4-6)
- Alicia Hannah-Kim como Sensei Kim Da-Eun (temporadas 5-6)
- Owen Harn como Gabriel (temporada 5)
- Carsten Norgaard como Gunther Braun (temporada 6; invitado temporada 5)
- Brandon H. Lee como Kwon Jae-Sung (temporada 6)
- Daniel Kim como Yoon Do-Jin (temporada 6)
- Lewis Tan como Feng Xiao / Sensei Lobo (temporada 6)
- Patrick Luwis como Axel Kovačević (temporada 6)
- Rayna Vallandingham como Zara Malik (temporada 6)
- William Christopher Ford como Dennis de Guzmán (temporada 6)

### Invitados
- Ed Asner † como Sid Weinberg (temporadas 1, 3)
- Vas Sánchez como Nestor (temporadas 1-2, 4, 6)
- Dawson Towery como Rory (temporada 1)
- Jonathan Mercedes como A. J. (temporada 1)
- Erin Bradley Dangar como la consejera Blatt (temporadas 1, 3, 6)
- Diora Baird como Shannon Keene (temporadas 1-6)
- David Shatraw como Tom Cole (temporadas 1, 3)
- Ken Davitian como Armand Zarkarian (temporadas 1-3)
- Matt Borlenghi como Lyle (temporadas 1-3, 5-6)
- Owen D. Stone como un joven Johnny Lawrence (temporadas 1-2)
- Candace Moon como Laura Lawrence (temporadas 1, 4)
- Matt Lewis como Ron (temporadas 1, 3-4)
- Keith Arthur Bolden como Daryl (temporadas 1, 4, 6)
- Cara AnnMarie como Sue (temporadas 1, 4, 6)
- Kurt Yue como George (temporadas 1, 4, 6)
- Randee Heller como Lucille LaRusso (temporadas 1-2, 4, 6)
- Talin Chat como Xander Stone (temporada 1)
- Kim Fields como Sandra Robinson (temporada 2)
- Ron Thomas como  Bobby Brown (temporadas 2-3, 6)
- Rob Garrison como Tommy (temporada 2) †
- Tony O'Dell como Jimmy (temporada 2)
- Alex Collins como Graham (temporada 2)
- John Cihangir como Doug Rickenberger (temporadas 2-3)
- Barrett Carnahan como un joven John Kreese (temporadas 3-6)
- Jesse Kove como David (temporada 3)
- Emily Marie Palmer como Betsy (temporadas 3, 5)
- Tamlyn Tomita como Kumiko (temporada 3)
- Traci Toguchi como Yuna (temporada 3)
- Dee Snider como él mismo (temporada 3)
- Terry Serpico como el capitán George Turner (temporadas 3, 5)
- Nick Marini como un joven Terry Silver (temporadas 3-6)
- Seth Kemp como "Ponytail" (temporada 3)
- Elisabeth Shue como Ali Mills (temporada 3)
- Deborah May como la madre de Ali (temporada 3)
- Salome Azizi como Cheyenne Hamidi (temporada 4)
- Kevin Allison como Emile (temporada 4)
- Paul Brian Johnson como James Payne (temporada 4)
- Thomas Parobek como un joven Johnny Lawrence (temporada 4)
- Rebecca Lines como Kandace Nichols (temporada 4)
- Michael Burgess como el director Fitzpatrick (temporada 4)
- P. J. Byrne como Greg Hughes (temporada 4)
- Julia Macchio como Vanessa LaRusso (temporadas 4-6)
- Carrie Underwood como ella misma (temporada 4)
- Luis Roberto Guzmán como Héctor Salazar (temporada 5)
- Josh Lawson como Owen (temporada 5)
- Eryk Anders como Vicente "El Lobo" Gonzales (temporada 5)
- Sean Kanan como Mike Barnes (temporadas 5-6)
- Robyn Lively como Jessica Andrews (temporada 5)
- Sunny Mabrey como Elizabeth-Anne Rooney (temporada 5)
- Tracey Bonner como la Dra. Emily Folsom (temporada 5)
- Jake Huang como Sensei Hyan-Woo (temporada 5)
- Tyron Woodley como Sensei Odell / KO (temporada 5)
- Dante Ha como Sensei Min-Jun (temporada 5)
- Stephen Thompson como Sensei Morozov (temporada 5)
- Craig Henningsen como Sensei Bacaria(temporada 5)
- Steve Brown como Sensei Suk-Chin (temporada 5)
- Sarah Anne como una joven Kim Da-Eun (temporadas 5-6)
- Don Lee como el Maestro Kim Sun-Yung (temporada 5)
- C.S. Lee como el Maestro Kim Sun-Yung (temporada 6)
- Adam Herschman como Stevie (temporada 6)
- Christian Carlson como Zenker (temporada 6)
- Tony Cavalero como Shane Page (temporada 6)
- Déjà Dée como la Dra. Judith (temporada 6)
- Charlotte Ann Tucker como una joven Tory Nichols (temporada 6)
- Bethany DeZelle como Grace Nichols (temporada 6)
- Jewelianna Ramos-Ortiz como María Álvarez (temporada 6)
- Justin Ortiz como Diego Aguilar (temporada 6)
- Caitlin Hutson como Cara McAllistar (temporada 6)
- Daniel Wheat como Vlad (temporada 6)
- Josh Banks como Stew (temporada 6)
- Josh Lamboy como Sensei Ivanov (temporada 6)
- Britt Baker como Sensei Oksana (temporada 6)
- Brian Takahashi como un joven señor Miyagi (temporada 6)
- Elizabeth Berkley como Winnie Taylor (temporada 6)
- Kevin Burkhardt como él mismo (temporada 6)
- Ryan Clark como él mismo (temporada 6)
- Darryl Vidal como él mismo (temporada 6)

### Cameos
Aparecen a través de imágenes de archivo de la trilogía de The Karate Kid:
- Pat Morita como el señor Miyagi †
- Chad McQueen † como Dutch
- Israel Juarbe como Freddy Fernández
- Pat E. Johnson como el árbitro del All-Valley †
- Bruce Malmuth como el locutor del All-Valley †
- Nobu McCarthy como Yuki †
- Danny Kamekona como Sato Toguchi †
- Jonathan Avildsen como Snake

## Episodios
| Temporada | Temporada | Episodios | Episodios               | Lanzamiento original    | Lanzamiento original    | Lanzamiento original |
| Temporada | Temporada | Episodios | Episodios               | Primera emisión         | Última emisión          | Cadena               |
| --------- | --------- | --------- | ----------------------- | ----------------------- | ----------------------- | -------------------- |
|           | 1         | 10        | 10                      | 2 de mayo de 2018       | 2 de mayo de 2018       | YouTube Red          |
|           | 2         | 10        | 10                      | 24 de abril de 2019     | 24 de abril de 2019     | YouTube Premium      |
|           | 3         | 10        | 10                      | 1 de enero de 2021      | 1 de enero de 2021      | Netflix              |
|           | 4         | 10        | 10                      | 31 de diciembre de 2021 | 31 de diciembre de 2021 | Netflix              |
|           | 5         | 10        | 10                      | 9 de septiembre de 2022 | 9 de septiembre de 2022 | Netflix              |
|           | 6         | 15        | 5                       | 18 de julio de 2024     | 18 de julio de 2024     | Netflix              |
| 5         | 6         | 15        | 15 de noviembre de 2024 | 15 de noviembre de 2024 |                         | Netflix              |
| 5         | 6         | 15        | 13 de febrero de 2025   | 13 de febrero de 2025   |                         | Netflix              |

## Producción
La génesis temática de Cobra Kai comenzó con algunas obras de cultura pop. Primero, el vídeo musical de 2007 de la canción «Sweep the Leg» de No More Kings está protagonizado por William Zabka (quien también dirigió el vídeo) como una caricatura de sí mismo como Johnny, y presenta referencias a The Karate Kid, incluyendo cameos de los antiguos coprotagonistas de Zabka en Karate Kid. En una entrevista de 2010, Zabka habló en broma de este vídeo en el contexto de su visión de que Johnny era el verdadero héroe de la película. En junio de 2010, Macchio apareció en el corto online de Funny or Die, «Wax On, F*ck Off", en el que sus seres queridos realizan una intervención para convertir a la ex estrella infantil de un hombre de familia bien adaptado en un adicto asediado por escándalo sensacionalista para ayudar a su carrera (con frecuentes referencias a The Karate Kid). Un chiste recurrente en el sketch es que se confunde a Macchio con un adolescente. El corto fue elogiado por Bruce Fretts de TV Guide, quien se refirió al video como «divisivo» y «oro cómico». Finalmente, en 2013, Macchio y Zabka aparecieron como invitados como ellos mismos en la comedia televisiva How I Met Your Mother («The Bro Mitzvah»). En el episodio, Macchio es invitado a la despedida de soltero de Barney Stinson, lo que lleva a Barney a gritar que odia a Macchio y que Johnny era el verdadero héroe de The Karate Kid. Hacia el final del episodio, un payaso de la fiesta se limpia el maquillaje y se revela como Zabka. Esto influyó en el lanzamiento de Cobra Kai, que ofrece una perspectiva equilibrada para Johnny, Daniel y otros personajes. Zabka siguió siendo un personaje recurrente durante la novena temporada del programa.

### Desarrollo
Cobra Kai recibió luz verde en agosto de 2017, con diez episodios de media hora, escritos y producidos por Josh Heald, Jon Hurwitz y Hayden Schlossberg. Aunque la serie recibió ofertas de Netflix, Amazon, Hulu y AMC, finalmente terminó en el servicio de suscripción YouTube Red. Al trío se unieron los productores ejecutivos James Lassiter y Caleeb Pinkett de Overbrook Entertainment en asociación con Sony Pictures Television. YouTube Premium lanzó la primera temporada el 2 de mayo de 2018 y la segunda temporada el 24 de abril de 2019. Los creadores de la serie exploraron mudarse a otra plataforma antes del estreno de la segunda temporada, pero el acuerdo no se concretó.
La tercera temporada se produjo para YouTube e inicialmente estaba programada para su lanzamiento en 2020, pero en mayo de 2020, la serie abandonó YouTube y se mudó a otra plataforma de transmisión, antes del estreno de la tercera temporada. Como YouTube no estaba interesado en renovar la serie para una cuarta temporada, los productores querían encontrar un lugar de transmisión que dejara abierta esa opción. El programa se mudó a Netflix en junio, llevándose consigo la tercera temporada. Netflix lanzó las dos primeras temporadas de YouTube el 28 de agosto de 2020 y la nueva tercera temporada el 1 de enero de 2021.
Se renovó una cuarta temporada, antes del lanzamiento de la tercera temporada, y se estrenó el 31 de diciembre de 2021.
La quinta temporada se estrenó el 9 de septiembre de 2022. En enero de 2023, la serie fue renovada para una sexta y última temporada.

### Miyagi-verso
Los personajes de las cuatro películas originales The Karate Kid (1984), The Karate Kid Part II (1986), The Karate Kid Part III (1989) y The Next Karate Kid (1994) comprenden el verso Miyagi que da forma a Cobra Kai. Así, tras el lanzamiento de la primera temporada, Elisabeth Shue (Ali Mills) de The Karate Kid, Tamlyn Tomita (Kumiko) y Yuji Okumoto (Chozen Toguchi) de The Karate Kid II, y Robyn Lively (Jessica Andrews), Thomas Ian Griffith (Terry Silver) y Sean Kanan (Mike Barnes) de The Karate Kid III, todos discutieron su interés en la serie.
Desde 2019, se ha debatido sobre la posible participación de Hilary Swank (Julie Pierce, The Next Karate Kid) en Cobra Kai. Cuando se le preguntó sobre su participación, dijo que sería una oportunidad de tener un «enfrentamiento» con Ralph Macchio. En 2020, los escritores agregaron que hablaron sobre todos los personajes que aparecen en el verso Miyagi, incluida Julie Pierce, pero no estaban seguros de si regresará o no en la franquicia. Más tarde, en 2022, cuando se le preguntó nuevamente sobre su posible participación, Swank declaró que «no está en Cobra Kai, nadie me ha pedido que esté en Cobra Kai [...] ¡nadie me ha llamado! [...] pero es muy divertido, ¿no?. ¿No es eso lo que más me preguntan y nadie me llama?» Unas semanas más tarde, Ralph Macchio respondió a las preguntas sobre sus comentarios afirmando que «la mayor parte de esto depende de Jon (Hurwitz), Josh (Heald) y Hayden (Schlossberg), quienes crean el programa, y el personal de redacción. Y siempre somos muy colaborativos y siempre hablamos de las cosas. Son excelentes oyentes y por eso, como dije, les importa, y yo Entonces, creo que es por eso que todo está funcionando. Creo que ciertamente hay espacio en el verso de Miyagi [...] Uno podría imaginar que Julie Pierce y Daniel LaRusso se conocían a pesar de que no tenemos esas escenas y yo no estoy. una parte de esa película específica. Estos muchachos simplemente me sorprenden todo el tiempo con lo que son capaces de crear, y el hecho de que simplemente no lo crean para el servicio de fans. Realmente crean historias que funcionan y realzan a los personajes. Y luego, el hecho de que también sea un servicio de fans es la razón por la que creo que está funcionando a toda máquina. Entonces, ahí está mi respuesta larga a la pregunta corta que realmente no sé, pero espero que si hay una oportunidad, se aprovechará».
Jon Hurwitz también ha aclarado que la serie animada Karate Kid no es parte del canon Miyagi-verse, pero un huevo de Pascua aparece en la tercera temporada, en respuesta a la pregunta sobre su estado dentro de la franquicia Karate Kid. El huevo de Pascua fue el santuario Miyagi-Do, visto brevemente en el Dōjō de Chozen Toguchi en Okinawa a mitad de temporada. Los artefactos fueron recuperados por Daniel LaRusso y Mister Miyagi en la breve serie animada Karate Kid, que duró trece episodios en 1989. Además, los escritores también han dicho que no utilizarán personajes de la película de 2010 The Karate Kid, ya que no son parte del «verso Miyagi»: «Hemos descartado eso por completo. Jackie Chan se menciona en la primera temporada del programa como actor, así que creo que en nuestro mundo, Jackie Chan es actor e intérprete. Si los personajes de nuestro programa han visto una película llamada The Karate Kid, la han visto». El huevo de Pascua fue el santuario Miyagi-Do, visto brevemente en el Dōjō de Chozen Toguchi en Okinawa a mitad de temporada. Los artefactos fueron recuperados por Daniel LaRusso y Mister Miyagi en la breve serie animada Karate Kid, que duró trece episodios en 1989. Además, los escritores también han dicho que no utilizarán personajes de la película de 2010 The Karate Kid, ya que no son parte del «verso Miyagi»: «Hemos descartado eso por completo. Jackie Chan se menciona en la temporada 1 del programa como actor, así que creo que en nuestro mundo, Jackie Chan es actor e intérprete. Si los personajes de nuestro Si han visto una película llamada The Karate Kid, han visto esa».

### Casting
En la primera temporada, Ralph Macchio y William Zabka repitieron sus respectivos papeles de Karate Kid, como Daniel LaRusso y Johnny Lawrence. Otros actores de Karate Kid incluyeron a Randee Heller, quien repitió su papel como Lucille LaRusso (madre de Daniel), y Martin Kove, quien repitió su papel de John Kreese. La lista de reparto de la primera temporada incluía a Xolo Maridueña, Mary Mouser, Tanner Buchanan y Courtney Henggeler. Ed Asner fue elegido para un papel invitado como Sid Weinberg, el padrastro verbalmente abusivo de Johnny. Vanessa Rubio se unió al elenco como la madre de Miguel, Carmen Díaz.
En la segunda temporada, Ralph Macchio, William Zabka, Xolo Mariduena, Tanner Buchanan, Mary Mouser y Courtney Henggeler regresaron, con Jacob Bertrand, Gianni DeCenzo y Martin Kove ascendidos a principales de la serie, y los recién llegados Paul Walter Hauser y Peyton List uniéndose al elenco. Actores de The Karate Kid, Rob Garrison (Tommy), Ron Thomas (Bobby), Tony O'Dell (Jimmy) y Randee Heller (Lucille LaRusso) hicieron apariciones especiales durante esta temporada.
En la tercera temporada, regresaron Ralph Macchio, William Zabka, Xolo Mariduena, Tanner Buchanan, Mary Mouser y Courtney Henggeler. Actores de The Karate Kid y The Karate Kid II, Elisabeth Shue (Ali Mills), Ron Thomas (Bobby), Tamlyn Tomita (Kumiko), Traci Toguchi (Yuna) y Yuji Okumoto (Chozen Toguchi) hicieron apariciones especiales durante esta temporada.
En la cuarta temporada, Vanessa Rubio y Peyton List fueron ascendidas a principales de la serie, mientras que Dallas Dupree Young y Oona O'Brien fueron elegidos para papeles recurrentes. Además, Thomas Ian Griffith repitió su papel de Terry Silver de The Karate Kid III, siendo colocado como principal, y actores de The Karate Kid y The Karate Kid II, Yuji Okumoto (Chozen Toguchi) y Randee Heller (Lucille LaRusso), hicieron apariciones especiales.
En la quinta temporada, Yuji Okumoto tuvo un papel recurrente como Chozen Toguchi. Además, Sean Kanan repitió su papel de Mike Barnes y Robyn Lively repitió su papel de Jessica Andrews de The Karate Kid III. Alicia Hannah-Kim también se unió al elenco como Kim Da-Eun. Dallas Dupree Young, quien se unió al programa en la cuarta temporada como Kenny Payne, fue ascendido a principal.

### Rodaje
En octubre de 2017, la fotografía principal de la serie comenzó en Atlanta, Georgia. La filmación se llevó a cabo a lo largo de ese mes en lugares de Georgia como Union City, Marietta y el campus Briarcliff de la Universidad de Emory. Varias tomas exteriores también se filmaron en partes de Los Ángeles como Tarzana y Encino. Las ubicaciones de los exteriores incluyeron Golf N 'Stuff en Norwalk y South Seas Apartments en Reseda, los cuales aparecieron originalmente en The Karate Kid.
El rodaje de la segunda temporada comenzó en septiembre de 2018 en Atlanta, Georgia. En octubre de 2018, la producción continuó en Atlanta y el rodaje también tuvo lugar en Marietta. En noviembre de 2018, la serie se estaba filmando en Union City. En diciembre de 2018, parte del rodaje se llevó a cabo en el restaurante cerrado Rio Bravo Cantina en Atlanta.
El rodaje de quinta temporada comenzó en septiembre de 2021 y finalizó en diciembre de 2021.

### Renovación
El 10 de mayo de 2018, se anunció que YouTube Red había renovado la serie para una segunda temporada que consta de diez episodios. La producción comenzó a fines de 2018 y la temporada se estrenó el 24 de abril de 2019. En septiembre de ese mismo año comenzó a rodarse la tercera temporada de la serie que se estrenó el 1 de enero de 2021 en Netflix.

## Lanzamiento

### Comercialización

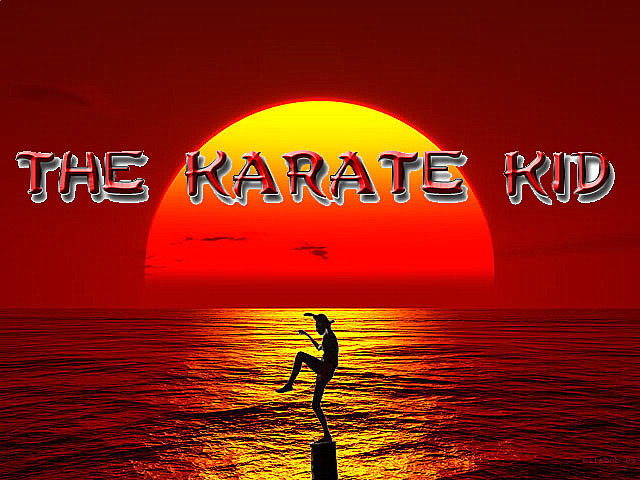
Cobra Kai es la continuación directa de la historia original de Karate Kid.

En enero de 2018, la serie fue promocionada en la gira anual de prensa de la Asociación de Críticos de Televisión, donde la directora global de contenido original de YouTube, Susanne Daniels, describió la serie diciendo: «Es un formato de media hora, pero yo lo llamaría dramatismo. Creo que se apoya en el tono de las películas porque hay momentos dramáticos. Es muy fiel en cierto modo a lo que la película se propuso hacer, las lecciones impartidas en la película, si se quiere. Es la próxima generación de Karate Kid».
El 15 de febrero de 2018, YouTube lanzó el primer teaser de la serie. El 1 de marzo de 2018, se lanzó un teaser tráiler. Una semana después, se lanzó un tercer teaser. El 21 de marzo de 2018, se publicó el tráiler oficial que incluía el anuncio de que la serie se estrenaría el 2 de mayo de 2018.

### Estreno
La serie tuvo su estreno mundial el 24 de abril de 2018 en el Teatro SVA en la ciudad de Nueva York, durante el Festival de Cine de Tribeca. Después de la proyección se realizó una charla con los escritores, directores y productores ejecutivos Hayden Schlossberg, Jon Hurwitz y Josh Heald y las estrellas de la serie y los productores coejecutivos William Zabka y Ralph Macchio.
El 25 de abril de 2018, YouTube se asoció con Fathom Events para proyecciones especiales de los primeros dos episodios de la serie en alrededor de 700 cines en Estados Unidos. El evento también incluyó una proyección de la película original.

### Accesibilidad
Las dos primeras temporadas estaban disponible en el servicio de transmisión de YouTube Red en los países participantes. Sin embargo, los espectadores de países seleccionados, como Canadá, podían comprar cada episodio de la serie individualmente en el servicio habitual de YouTube. A finales de mayo de 2020 se anunció que la serie sería retransmitida en Netflix.
En junio de 2020 Netflix compró los derechos de la serie.
El 28 de agosto de 2020 Netflix estrenó la primera y segunda temporada de la serie, el 1 de enero de 2021 se estrenó la tercera temporada, el 31 de diciembre de 2021 la cuarta, y el 9 de septiembre de 2022, la quinta.

## Recepción
La serie ha recibido una respuesta muy positiva de parte de los críticos. En Rotten Tomatoes, la primera temporada tiene una calificación de aprobación del 100% con una calificación promedio de 7,21 sobre 10 basada en 21 reseñas. El consenso crítico del sitio web dice: «Cobra Kai continúa con la franquicia de Karate Kid de forma espléndida, con una mezcla de nostalgia gratamente cursi y angustia adolescente, elevada por un elenco de personajes bien escritos». Metacritic, que usa un promedio ponderado, asignó a la temporada un puntaje de 72 sobre 100 basado en 11 reseñas, lo que indica «reseñas generalmente favorables».

### Visitas
YouTube informó que el primer episodio, que fue publicado de forma gratuita junto con el segundo episodio, tuvo 5,4 millones de visitas en las primeras 24 horas, en comparación con los 3,2 millones de reproducciones que la serie de Netflix Perdidos en el espacio logró en su primer día de lanzamiento. Si bien parte de esa respuesta se debió a que se trataba de un episodio promocional gratuito, el sitio web Cinema Blend señaló que «la nueva serie de YouTube Red debutó con números que deberían hacer que los servicios rivales de transmisión lo noten».

## Banda sonora
Madison Gate Records lanzó la banda sonora oficial de la serie el 4 de mayo de 2018 en Amazon.com. A su vez, La La Land Records lanzó la versión física de la banda sonora con pistas adicionales en junio de 2018.

### Listado de pistas
Toda la música compuesta por Leo Birenberg y Zach Robinson. 
| N.º | Título                       | Duración |  |
| 1.  | «Awake the Snake»            | 2:06     |  |
| 2.  | «Ace Degenerate»             | 1:25     |  |
| 3.  | «Miyagi Memories»            | 1:34     |  |
| 4.  | «Strike First»               | 1:06     |  |
| 5.  | «Father and Son»             | 0:38     |  |
| 6.  | «50th Anniversary»           | 1:00     |  |
| 7.  | «The All-Valley Tournament»  | 3:34     |  |
| 8.  | «A Badass Name for a Dojo»   | 0:37     |  |
| 9.  | «Miyagi-Do»                  | 1:52     |  |
| 10. | «Slither»                    | 1:53     |  |
| 11. | «Cobra Guy»                  | 0:49     |  |
| 12. | «Balance»                    | 1:03     |  |
| 13. | «Speak Up, Lip»              | 0:57     |  |
| 14. | «Stone vs. Díaz»             | 1:40     |  |
| 15. | «Johnny's Story»             | 2:28     |  |
| 16. | «You Earned It»              | 0:51     |  |
| 17. | «Quiver»                     | 1:08     |  |
| 18. | «Venomous»                   | 1:15     |  |
| 19. | «Bonsai Lessons»             | 1:50     |  |
| 20. | «Ophidiophobia»              | 2:16     |  |
| 21. | «The Wrong Path»             | 1:58     |  |
| 22. | «Final Match»                | 1:48     |  |
| 23. | «The Cobra and the Mongoose» | 1:19     |  |
| 24. | «Time Out»                   | 1:35     |  |
| 25. | «No Mercy»                   | 1:14     |  |
| 26. | «Miyagi's Tomb»              | 2:42     |  |
| 27. | «The New Champion»           | 1:37     |  |
| 28. | «King Cobra»                 | 1:37     |  |

## Premios y nominaciones
| Año  | Premio              | Nominado                                   | Categoría                                           | Resultado | Ref.   |
| ---- | ------------------- | ------------------------------------------ | --------------------------------------------------- | --------- | ------ |
| 2025 | Kids' Choice Awards | Cobra Kai                                  | Programa de televisión familiar favorito            | Nominado  | [ 82 ] |
| 2025 | Kids' Choice Awards | Xolo Maridueña por su papel de Miguel Díaz | Estrella masculina de televisión favorita (familia) | Ganador   | [ 82 ] |
| 2025 | Kids' Choice Awards | Peyton List por su papel de Tory Nichols   | Estrella femenina de televisión favorita (familia)  | Ganador   | [ 82 ] |